# Énergie au Mozambique
L'énergie au Mozambique a un profil caractéristique des pays les moins avancés : l'énergie dominante reste la biomasse, en particulier le bois pour le chauffage et la cuisine. Classé au 181e rang mondial sur l'indicateur de développement humain, le Mozambique est l'un des pays les plus pauvres du monde, avec un accès à l'énergie très insuffisant pour sa population de 30 millions d'habitants.
La production d'énergie primaire du Mozambique se répartissait en 2019 en 38,1 % de biomasse, 34,9 % de charbon, 20,5 % de gaz naturel, 0,04 % de pétrole, 6,4 % d'hydroélectricité et 0,01 % de solaire. Le charbon est exporté, ainsi que 81,5 % du gaz naturel.
La part de l'électricité dans la consommation finale d'énergie du Mozambique est en 2019 de 13,2 %. La production d'électricité provient à 79,4 % d'énergies renouvelables (hydroélectricité : 78,7 %, biomasse : 0,6 %, solaire : 0,2 %) et à 20,6 % de combustibles fossiles (gaz naturel : 19,9 %, pétrole : 0,7 %). Près de 60 % de l'électricité du Mozambique provient du barrage de Cahora Bassa  sur le fleuve Zambèze, tandis que le gouvernement a déjà identifié plus de 100 sites présentant un potentiel hydroélectrique de 15 000 MW.
Au début des années 2000, de très vastes réserves de gaz y ont été découvertes, conduisant à une estimation des réserves de gaz du pays à près de 5.000 milliards de mètres cubes, répartis en deux sites offshore. Pleinement exploité, le potentiel gazier du Mozambique pourrait en faire le quatrième exportateur mondial de gaz derrière les États-Unis, le Qatar et l'Australie. Mais à partir de 2017, une violente insurrection jihadiste dans le nord du pays bloque les projets d'exploitation gazière.
Les émissions de CO2 liées à l'énergie par habitant en 2019 au Mozambique représentent seulement 5 % de la moyenne mondiale et 23 % de la moyenne africaine.

## Production d'énergie primaire
La production d'énergie primaire du Mozambique s'élevait en 2019 à 834,5 PJ, en progression de 262 % depuis 1990, répartie en 38,1 % de biomasse, 34,9 % de charbon, 20,5 % de gaz naturel, 0,04 % de pétrole, 6,4 % d'hydroélectricité et 0,01 % de solaire.

### Charbon
Le gouvernement du Mozambique signe en 2007 un accord avec la multinationale minière Vale pour développer la mine de charbon de Moatize, dans la province de Tete, au nord-ouest du pays. Cette mine est inaugurée en mai 2011. Elle produit 11,3 Mt (millions de tonnes) de charbon par an. Vale estimait en 2009 ses réserves de charbon à 954 Mt. En décembre 2021, Vale annonce avoir conclu un accord pour la vente à Vulcan Minerals (filiale du groupe indien Jindal Steel & Power) de ses actifs détenus à Moatize et dans le couloir logistique de Nacala pour une valeur de 270 M$. Le couloir logistique de Nacala, inauguré en 2017, comprend une ligne de chemin de fer de 912 km reliant la province de Tete, riche en charbon, au port de Nacala, qui avait été spécifiquement aménagé pour accueillir de grands vraquiers.
En 2019, la quasi-totalité du charbon produit au Mozambique a été exportée.

### Gaz naturel
En 2019, le Mozambique a produit 171,4 PJ de gaz naturel, dont 81,5 % ont été exportés, 15,7 % utilisés pour la production d'électricité et 1,8 % pour l'industrie.
Au début des années 2000, de très vastes réserves de gaz ont été découvertes au nord du pays, conduisant à une estimation des réserves de gaz du pays à près de 5 000 Gm3 (milliards de mètres cubes), répartis en deux sites offshore. Pleinement exploité, le potentiel gazier du Mozambique pourrait en faire le quatrième exportateur mondial de gaz derrière les États-Unis, le Qatar et l'Australie. Mais en avril 2021, à la suite de l'insurrection djihadiste au nord du pays, TotalEnergies, opérateur du projet Mozambique LNG, a déclaré la force majeure et décidé le retrait de l’ensemble du personnel du projet. Le 31 janvier 2022, le PDG de TotalEnergies, Patrick Pouyanné, rencontre le président mozambicain, Filipe Nyusi, à Maputo ; ils ont refait le même constat que depuis des mois : le contexte sécuritaire ne permet pas de relancer le projet. Le projet Rovuma LNG dirigé par l’américain ExxonMobil reste également en suspens. Par contre, le troisième projet, Coral-Sul FLNG mené par l’italien ENI, qui a misé sur la liquéfaction du gaz en pleine mer, déclare à l’AFP maintenir son objectif de production au second semestre 2022 ; la capacité annuelle de production de la plate-forme Coral Sul est de 3,4 Mt.
Au sud du Mozambique, des réserves de gaz plus modestes sont connues depuis 1960 : 105 Gm3 dans les champs de Pande et Temane, exploités par la société sud-africaine Sasol depuis 2004. Leur production est évacuée par gazoduc vers l’Afrique du Sud et alimente la centrale électrique de Ressano Garcia.
Les partenaires du projet Mozambique LNG (TotalEnergies 26,5 %, trois sociétés indiennes : 30 %, le Japonais Mitsui 20 %, le Thaïlandais PTTEP 8,5 % et l'Etat du Mozambique 15 %) se mettent d'accord en mai 2023 pour reprendre l'exploitation du site dès que les mesures préconisées par le rapport commandé à Jean-Christophe Rufin sur la situation humanitaire dans la province de Cabo Delgado auront été mises en œuvre. Ce rapport conclut que la sécurité s'est améliorée et préconise une série d'actions à mener afin d'améliorer les actions de développement. Mozambique LNG constitue le plus gros investissement privé jamais réalisé sur le continent africain : 23 milliards de dollars. Sa capacité annuelle de 13 millions de tonnes de GNL représente le quart de l'objectif 2025 de TotalEnergies : 50 millions de tonnes annuelles en portefeuille.

## Consommation d'énergie

### Consommation d'énergie primaire
La consommation d'énergie primaire par habitant du Mozambique s'élevait en 2019 à 15,3 GJ, soit seulement 19 % de la moyenne mondiale : 79,1 GJ et 56 % de la moyenne de l'Afrique : 27,4 GJ ; celle de l'Afrique du sud était de 100,2 GJ, celle de la France de 150,5 GJ, celle de la Chine de 101,5 GJ et celle des États-Unis de 282 GJ.
Comme dans tous les « pays les moins avancés », l'énergie dominante reste la biomasse, en particulier le bois pour le chauffage et la cuisine.
| Années                                  | 1990    | 1994    | 1998    | 2002    | 2006    | 2010    | 2014    | 2018    | 2019    |
| Pétrole                                 | 12 093  | 12 325  | 14 813  | 22 224  | 26 031  | 35 823  | 61 858  | 70 389  | 69 335  |
| Gaz naturel                             | 0       | 5       | 19      | 92      | 1 164   | 2 840   | 20 894  | 29 594  | 31 665  |
| Charbon                                 | 1 450   | 1 500   | 0       | 0       | 0       | 0       | 0       | 653     | 471     |
| Biomasse                                | 228 154 | 236 391 | 257 933 | 280 017 | 303 671 | 220 007 | 294 887 | 313 732 | 318 053 |
| Énergie hydroélectrique                 | 0       | 0       | 24 613  | 45 626  | 52 981  | 59 929  | 58 262  | 50 038  | 53 747  |
| Autres énergies renouvelables           | 0       | 0       | 0       | 0       | 0       | 0       | 4       | 4       | 110     |
| Importations/Exportations d'électricité | 598     | 1 674   | −19 177 | −22 954 | −10 750 | −12 751 | −7 207  | −5 079  | −8 981  |
| Total en terajoule                      | 243 317 | 253 213 | 278 201 | 325 005 | 373 098 | 306 098 | 428 698 | 459 331 | 464 400 |

Source : Agence Internationale de l'Énergie.

### Consommation finale d'énergie
La consommation finale d'énergie du Mozambique s'élevait en 2019 à 349,6 PJ, répartie en 65,9 % de biomasse, 19,8 % de produits pétroliers, 1,1 % de gaz naturel et 13,2 % d'électricité. Le secteur résidentiel consommait 63,9 % de cette énergie, le secteur industriel 17,2 %, les transports 14,5 %, le secteur tertiaire 1,7 % et les usages non énergétiques (chimie) 2,1 %.

## Secteur électrique
Electricidade de Moçambique (EDM) est l'entreprise publique créée en 1977 pour gérer la production, le transport et la distribution de l'électricité.

### Production d'électricité
Le Mozambique a produit 18,98 TWh en 2019, dont 79,4 % d'énergies renouvelables (hydroélectricité : 78,7 %, biomasse : 0,6 %, solaire : 0,2 %) et 20,6 % à partir de combustibles fossiles (gaz naturel : 19,9 %, pétrole : 0,7 %).

#### Centrale thermique
Electricidade de Moçambique exploite neuf centrales thermique d'une puissance installée totale de 188,4 MW, dont 4 petites centrales Diesel, 4 turbines à gaz à cycle ouvert et la centrale à cycle combiné gaz de Maputo (121 MW).
La centrale de Ressano Garcia du producteur indépendant Gigawatt Mozambique a une puissance installée de 120 MW. Elle vend sa production à l'entreprise publique Electricidade de Moçambique dans le cadre d'un contrat de vente directe d'électricité.

#### Hydroélectricité

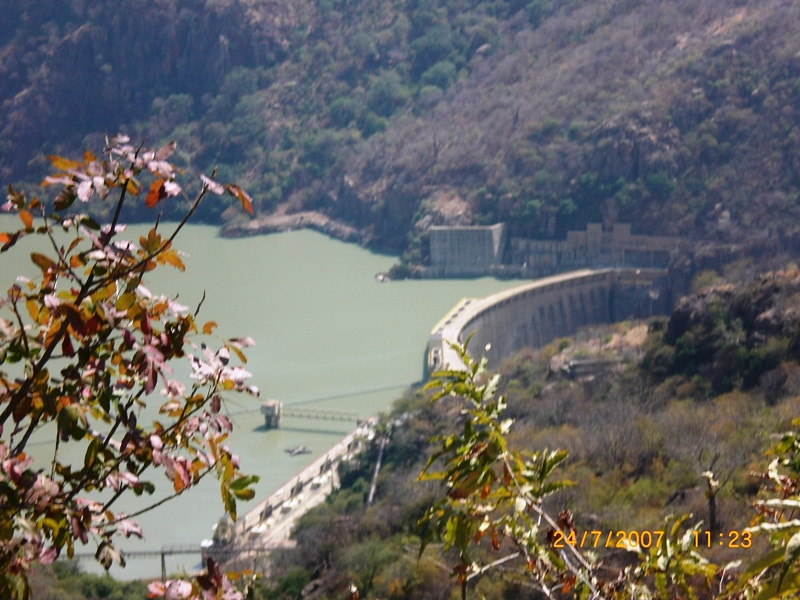
Barrage de Cahora Bassa, 2010.

Près de 60 % de l'électricité du Mozambique provient du barrage de Cahora Bassa sur le fleuve Zambèze, tandis que le gouvernement a déjà identifié plus de 100 sites présentant un potentiel hydroélectrique de 15 000 MW.
Selon l'International Hydropower Association (IHA), la production hydroélectrique du Mozambique s'est élevée à 15 TWh en 2021, soit 0,35 % de la production mondiale et 10,3 % de la production africaine, au 1er rang en Afrique, ex aequo avec la Zambie : 15 TWh, devant l'Éthiopie : 14 TWh et l'Égypte : 14 TWh. La puissance installée des centrales hydroélectriques du Mozambique totalisait 2 216 MW fin 2021, soit 5,8 % du total africain, au 7e rang en Afrique, derrière l'Éthiopie (4 074 MW), l'Angola (3 836 MW), l'Afrique du sud (3 600 MW), l'Égypte (2 876 MW), la République démocratique du Congo (2 760 MW) et la Zambie (2 706 MW).
Electricidade de Moçambique possède cinq centrales hydroélectriques d'une puissance installée totale de 114,4 MW, dont celles de Mavuzi (52 MW) et de Chicamba (44 MW). Elle distribue également l'électricité qu'elle reçoit de Cahora Bassa et d'autres producteurs indépendants.
Le barrage de Cahora Bassa (2 075 MW), construit de 1969 à 1975, puis mis en service progressivement jusqu'en 1979, assure la majeure part de la production hydroélectrique du pays.
La centrale de Mavuzi (52 MW) a été mise en service en 1957 à Manica sur la rivière Buzi.

#### Solaire
La centrale solaire photovoltaïque de Mocuba (40 MWc) a été mise en service en 2019 à Mocuba dans la province de Zambézie.
La centrale solaire photovoltaïque de Metoro (41 MWc), construite par Neoen à Metoro, dans le district d'Ancuabe, a été partiellement mise en service en avril 2022, mais le 7 juin 2022, le chantier a été interrompu et les travailleurs évacués à la suite d'une attaque terroriste à Nanduli.
En avril 2022, le projet de centrale solaire photovoltaïque de Dondo (40 MWc), dans le district de Dondo, à 30 km du port de Beira, est attribué à Total Eren, filiale de TotalEnergies.
Le projet de centrale solaire photovoltaïque de Nacala (100 MWc) est annoncé à Nampula ; sa construction est prévue de 2023 à 2025.
Les projets de centrales solaires de Lichinga (province de Niassa) et Manje (province de Tete) font l'objet d'un appel d'offres en juillet 2022 (30 MWc chacune).

#### Éolien
Le premier parc éolien mozambicain, celui de Namaacha (120 MW), est en construction dans le district de Namaacha, dans la province méridionale de Maputo ; sa mise en service est attendue en 2023.

### Consommation d'électricité
Selon l'Agence internationale de l'énergie, la consommation moyenne par habitant s'élève à (452 kWh), soit 14 % de la moyenne mondiale (3 265 kWh), 81 % de celle de l'Afrique (560 kWh) et 12 % de celle de l'Afrique du sud (3 835 kWh).

## Impact environnemental
Selon l'AIE, les émissions de CO2 liées à l'énergie par habitant s'élèvent à 0,22 tonne en 2019 au Mozambique, soit seulement 5 % de la moyenne mondiale : 4,39 tonnes, 23 % de la moyenne africaine : 0,97 tonne et 3 % de celle de l'Afrique du sud : 7,40 tonnes.